# Status definitionis
Status definitionis tillhör statusläran som konstruerades för att vinna rättstvister av retoriker. Inom klassisk retorik gäller endast fyra nivåer för oenighet, dessa är status coniecturalis, status definitionis, status qualitatis samt status translationis.

## Definition
Status definitionis, definitionsfrågan är den andra steget i statusläran. Det är i denna nivå man behandlar hur man ska definiera handlingen. Vilken benämning ska den ges? För att kunna besvara detta måste man vända sig till lagtexten. Ett tillvägagångssätt är att angripa definitionen samt systemet av termer genom att fråga sig vad definitionen är.

## Historik
Statusläran syftar i första hand till genus judiciale (är en av tre talgenrer enligt den klassiska retoriken) Genus judiciale bukar också benämnas som rättstal eller juridiska tal. Men statusläran kan även appliceras i vardagen, vetenskapen och inom debatter. Då det handlar om anklagande eller försvarande tal om det som hänt. Genom statuslärans nivåer kan man finna möjligheter samt upptäcka faror som gömmer sig och kan med vinning användas av motståndaren.